# Чекалін Володимир Миколайович
Чекалін Володимир Миколайович (нар. 29 лютого 1948, м. Коломна, Московська область, Росія) — інженер-механік, український політик, народний депутат України III скликання з 12 травня 1998 до 14 травня 2002 року, член КПУ, заслужений машинобудівник України.

## Ранні роки
Народився 29 лютого 1948 року в місті Коломна, Московська область, Росія.

## Освіта
В 1976 році закінчив Дніпропропетровський державний університет за спеціальністю: виробництво літальних апаратів.

## Кар'єра
- 1966-1970 - токар, розточувальник, старший технік, Коломенський завод важкого верстатобудівництва.
- 1970-1987 - старший технік, інженер, провідний конструктор, заступник начальника відділу, Конструкторське бюро «Південне» ім. М.К. Янгеля, м.Дніпропетровськ.
- З 1987 - заступник секретаря, секретар парткому, провідний конструктор, заступник генерального конструктора, начальник підприємства, Конструкторське бюро «Південне», (м.Дніпропетровськ).
- 12 травня 1998 року - 14 травня 2002 року - народний депутат України III скликання від Комуністичної партії України № 21 в списку. На час виборів: заступник генерального конструктора Конструкторське бюро «Південне», (м.Дніпропетровськ), член КПУ. Голова підкомітету з питань машинобудівництва, ВПК і конверсії та легкої промисловості.
- З липня 1998 року - Голова комітету з питань промислової політики та підприємництва
- Квітень 2002 року кандидат в народні депутати України від КПУ, № 85 в списку.
- Квітень-липень 2010 Державний комітет України з питань технічного реґулювання та споживчої політики, 1-й заступник Голови[3]

## Нагороди
Заслужений машинобудівник України.